# Natri polyacrylat
Natri polyacrylat là muối natri của axit polyacrylic với công thức hóa học [-CH2-CH(COONa)-]n và có ứng dụng rộng rãi trong các sản phẩm tiêu dùng. Nó có khả năng hấp thụ nước lên đến gấp 200-300 lần khối lượng chính nó. Natri polyacrylat là polyme điện ly anion với nhóm cacboxylic mang điện tích âm trong mắt xích chính. Trong khi natri polyacrylat là chất thường dùng trong công nghiệp, cũng có các muối khác tồn tại như của kali, lithi và amoni.

## Ứng dụng
Natri polyacrylat và các dẫn xuất khác của axit poliacrylic có ứng dụng rộng rãi trong công nghiệp và thương mại gồm: 
- Chất tạo phức trong thuốc tẩy. (Bằng cách ngưng kết các nguyên tố nước cứng như calci và magie, các chất hoạt động bề mặt trong thuốc tẩy sẽ hoạt động hiệu quả hơn.)
- Chất tạo keo
- Chất phủ bề mặt
- Tuyết nhân tạo
- Keo dùng để vui chơi trong bồn tắm. (như Gellibaff hay Squishybaff)
- Polyme siêu thấm. Các polyme acrylic liên kết ngang này được đặt tên là "Chất siêu thấm" và "Thủy tinh nước", và được dùng trong tã em bé[1] và tã người lớn. Các chất đồng trùng hợp được dùng trong nông nghiệp và các ứng dụng thấm hút đặc biệt khác. Nguồn gốc của hóa polyme siêu thấm bắt đầu từ đầu thập niên 1960 khi Bộ Nông nghiệp Hoa Kỳ phát triển vật liệu polyme siêu thấm đầu tiên. Hóa chất này là nét đặc biệt trong quần thấm hút tối đa dùng trong NASA.